# Jourdain de Saxe
Jourdain de Saxe (aussi appelé Jourdan de Saxe, Gordanus, Giordanus ou Jordanus de Alamania), né vers 1190 et mort en 1237, est un religieux allemand, membre de l'ordre des Prêcheurs et maître de ce même ordre à la suite de saint Dominique, de 1222 à sa mort. Béatifié le 10 mai 1826, il est commémoré le 13 février par l'Église catholique.

## Jeunesse
Jourdain de Saxe est né vers 1190 à Burgsberg, en Saxe, dans la famille des comtes d'Eberstein. Il se rend ensuite à l'université de Paris pour y faire des études de théologie ; c'est là qu'en 1219 il rencontre Dominique de Guzmán.
En 1219, il est sous-diacre et bachelier en théologie. L'année suivante, le mercredi des Cendres, Jourdain prend l'habit au couvent Saint-Jacques de Paris sous l'influence spirituelle de Réginald, doyen de la collégiale Saint-Aignan d'Orléans. 
Deux mois plus tard, Dominique entreprend de réunir à Bologne le premier chapitre général de l'ordre. Jourdain, ainsi que trois autres frères, est désigné pour y participer. À son retour à Paris, il enseigne l'Écriture Sainte jusqu'en 1221, quand saint Dominique le nomme provincial de Lombardie.

## Maître des dominicains
Quelques mois plus tard, Jourdain est élu pour succéder à Dominique de Guzmán qui vient de mourir à la tête de l'ordre des Prêcheurs. Sous son généralat, quatre nouvelles provinces sont créées, ainsi que 240 nouveaux couvents de frères et de sœurs. Par ailleurs, Jourdain prend une importante part à la mise au point des Constitutions de l'ordre.
En 1233, il fait procéder à la translation du corps de Dominique, avant de présider aux fêtes de sa canonisation en 1234. Il rédige le Libellus de principiis Ordinis Praedicatorum, texte qui est à la fois un récit documenté de la vie de Dominique de Guzmán et des débuts de l'ordre des Prêcheurs.
Il enseigne à Bologne où le  jeune Albert le Grand vient se former auprès de lui à partir de 1229.
Jourdain de Saxe a à la fois un rôle spirituel immense, mais aussi un rôle politique important, n'hésitant pas à stigmatiser Frédéric II. Il entretient également une profonde amitié et une vaste correspondance avec Diane d'Andalo, moniale dominicaine de Bologne, plus tard béatifiée.
En 1236, il part en Terre sainte pour visiter les couvents de l'Ordre qui s'y sont établis. Au retour, le navire qui le ramène fait naufrage le 13 février 1237, près des côtes de Syrie. Son corps, rejeté par la mer, est alors enterré en Palestine au couvent dominicain de Saint-Jean-d'Acre.
Raymond de Peñafort prend sa suite comme maître des Dominicains.
Jourdain de Saxe est aujourd'hui vénéré comme le patron des vocations dominicaines ; béatifié le 10 mai 1826 par le pape Léon XII, il est fêté le 13 février, jour anniversaire de sa mort.

## Citations
- À un procureur lui ayant demandé d'être relevé de sa charge, Jourdain répondit : « Mon fils, cette charge a quatre annexes : la négligence, l'impatience, le travail et le mérite ; je vous décharge des deux premières et je vous laisse les deux autres ».

- « Tous les autres saints exercent leur droit de patronage plutôt sur ceux qui leur sont spécialement confiés et ils aident leurs serviteurs bien plus que les autres fidèles, tandis que la Mère de Dieu, étant la Reine de tous les hommes, elle est également la protectrice de tous et s'emploie au salut de tous »

- « De même que la vie du corps se soutient par le mélange de la boisson et de la nourriture, ainsi pour que se développe la vie de l'âme, il faut alternativement passer de l'oraison à l'étude des saintes Écritures. ».

## Ouvrage
- Libellus de principiis ordinis praedicatorum (Récit de l'histoire de la fondation de l'ordre et de la vie de saint Dominique par Jourdain de Saxe.) Éd. par H.-Ch. Scheeben, Rome (MOPH XVI), 1935.

## Sources
- Libellus de principiis ordinis praedicatorum (Récit de l'histoire de la fondation de l'ordre et de la vie de saint Dominique par Jourdain de Saxe)
- Joseph-Pie Mothon, Vie du bienheureux Jourdain de Saxe, Deuxième maître général de l'ordre des frères prêcheurs, Victor Palmé, Paris, 1885
- Bienheureux Jourdain de Saxe, Paris, Desclée de Brouwer, 1924
- Marguerite Aron, Un animateur de la jeunesse au XIIIe siècle: vie, voyages du Bx Jourdain de Saxe, maître-ès-arts à Paris et général des frères prêcheurs de 1222 à 1237, Desclée de Brouwer et cie, Paris, 1930
- Henri-Charles Chéry, Saints et bienheureux de la famille dominicaine, Fraternité dominicaine Lacordaire, Lyon, 1991